# Balkanski mešani gozdovi
Balkanski mešani gozdovi so kopenska ekoregija jugovzhodne Evrope tako po WWF kot po Digitalni karti evropskih ekoloških regij Evropske agencije za okolje. Spada v biome zmernih širokolistnih in mešanih gozdov ter v palearktično kraljestvo.

## Geografija
Balkanski mešani gozdovi pokrivajo velik del dolin, ravnin in gorskih pobočij vzhodnega Balkana, predvsem Bolgarije, na različnih nadmorskih višinah, razen višjih delov Rila-Rodopi in Balkana, kjer jih nadomestijo rodopski montanski mešani gozdovi. Razteza se približno od doline Drine do obal Črnega, Marmarskega in Egejskega morja in zavzema 224.400 km² v Albaniji, Bosni in Hercegovini, Bolgariji, Severni Makedoniji, Srbiji, Romuniji, Grčiji, Kosovu in Turčiji. Ekoregija je obdana z evksinsko-kolhiškimi listnatimi gozdovi (v Turčiji, Gruziji in Bolgariji), egejskimi in zahodnoturškimi sklerofilnimi in mešanimi gozdovi (v Grčiji), mešanimi gozdovi Pindskega gorstva (v Grčiji, Severni Makedoniji in Albaniji), mešanimi dinarskimi gorami gozdovi (v Črni gori in Bosni in Hercegovini), panonski mešani gozdovi (v Bosni in Hercegovini, Srbiji in Romuniji), gorskimi gozdovi Karpatov, srednjeevropski mešani gozdovi (oboji v Romuniji), pa tudi vzhodnoevropska gozdna stepa in pontska stepa (oba sta v Romuniji in Bolgariji).

## Podnebje
Podnebje ekoregije je večinoma od Köppnovega vlažnega subtropskega (Cfa) do vlažno toplega poletnega celinskega (Dfb) tipa z mokrimi zimami. Nekatera območja z relativno veliko padavinami veljajo za relikt zmernega deževnega gozda.

## Rastlinstvo
Več vrst hrastov listavcev (predvsem Quercus frainetto Ten., pa tudi Q. cerris L., Q. pubescens Willd in druge) prevladuje v večini gozdov ekoregije, posejanih višje na gorskih pobočjih (nad 800–1200 m), večinoma z navadna bukev in iglavci, kot so navadni bor, bosanski bor, makedonski bor, jelka in navadna smreka. Najvišji vrhovi podpirajo vegetacijo alpske tundre.
Fitogeografsko si ekoregijo delijo deli srednjeevropske, ilirske in evksinske province Cirkumborealne regije znotraj Holarktičnega kraljestva (po razmejitvi Armena Takhtajana).